# Fast Eddie
Fast Eddie (* 20. Januar 1969 als Edwin A. Smith) ist ein amerikanischer Musikproduzent und DJ aus Chicago. Besonders populär war er während der Acid-House-Ära 1988 und 1989.
Er arbeitete viel mit Größen der Chicagoer House-Music-Szene zusammen, wie zum Beispiel Tyree, Joe Smooth, Kenny Jason und Peter Black.
Sein musikalischer Stil ist House. Fast Eddie hat sich dabei in vielen verschiedenen House-Stilen wie Acid House, Deep House und Hip House einen Namen gemacht.
Er gilt außerdem als Erfinder des Hip House. Da er auf dem Label DJ International nur House veröffentlichen durfte, aber gerne auch mal eine Hip-Hop-Nummer aufgenommen hätte, kombinierte er einfach beide Stile. Er rappte über einen House-Beat, damit war das neue Genre geschaffen.

## Diskografie

### Alben
- Jack 2 the Sound (1988)
- Most Wanted (1989)
- Straight Jackin (1991)
- Fast Eddie’s Greatest Hits (2000)
- The Best of DJ Fast Eddie

### Singles
| Jahr | Titel                   | Höchstplatzierung, Gesamtwochen, AuszeichnungChartsChartplatzierungen (Jahr, Titel, Platzierungen, Wochen, Auszeichnungen, Anmerkungen) | Anmerkungen    |
| Jahr | Titel                   | UK | Anmerkungen    |
| ---- | ----------------------- | --- | -------------- |
| 1989 | Hip House / I Can Dance | UK47 (4 Wo.)UK |                |
| 1989 | Yo Yo Get Funky         | UK54 (3 Wo.)UK |                |
| 1989 | Let’s Go                | UK88 (2 Wo.)UK |                |
| 1989 | Master Mix              | UK83 (2 Wo.)UK |                |
| 1989 | Git On Up               | UK49 (4 Wo.)UK | feat. Sundance |

Weitere Singles
- Can U Still Dance (1988)
- Acid Thunder (1988)
- Keep on Dancin’ (1988)
- Jack to the Sound (1988)